# Arondismentul 11 din Paris
Arondismentul 11 (în franceză 11e arrondissement) este unul dintre cele douăzeci de arondismente din Paris. Este situat pe malul drept al fluviului Sena. Este delimitat la nord de arondismentul 10, la est de arondismentul 20, la sud de arondismentul 12 și la vest de arondismentele 4 și 3.

## Demografie
| An                      | Populație | Densitate (loc. pe km²) |
| ----------------------- | --------- | ----------------------- |
| 1861                    | 125.718   |                         |
| 1866                    | 149.641   |                         |
| 1872                    | 163.392   |                         |
| 1911 (vârf de populare) | 242.295   | 66.092                  |
| 1962                    | 193.349   | 52.741                  |
| 1968                    | 179.727   | 49.025                  |
| 1975                    | 159.317   | 43.458                  |
| 1982                    | 146.931   | 40.079                  |
| 1990                    | 154.165   | 42.053                  |
| 1999                    | 149.102   | 40.672                  |
| 2006                    | 152.436   | 41.536                  |

## Administrație

### Primăria
| Alegere | Nume             | Partid | Mențiuni              |
| ------- | ---------------- | ------ | --------------------- |
| 1983    | Alain Devaquet   | RPR    | Ales în 1983 și 1989. |
| 1995    | Georges Sarre    | MRC    | Ales în 1995 și 2001. |
| 2008    | Patrick Bloche   | PS     | Ales în 2008.         |
| 2014    | François Vauglin | PS     | Ales în 2014.         |

## Locuri

### Principalele monumente
- Monumente religioase
  - Église Saint-Ambroise
  - Église Sainte-Marguerite
  - Église Notre-Dame-d'Espérance

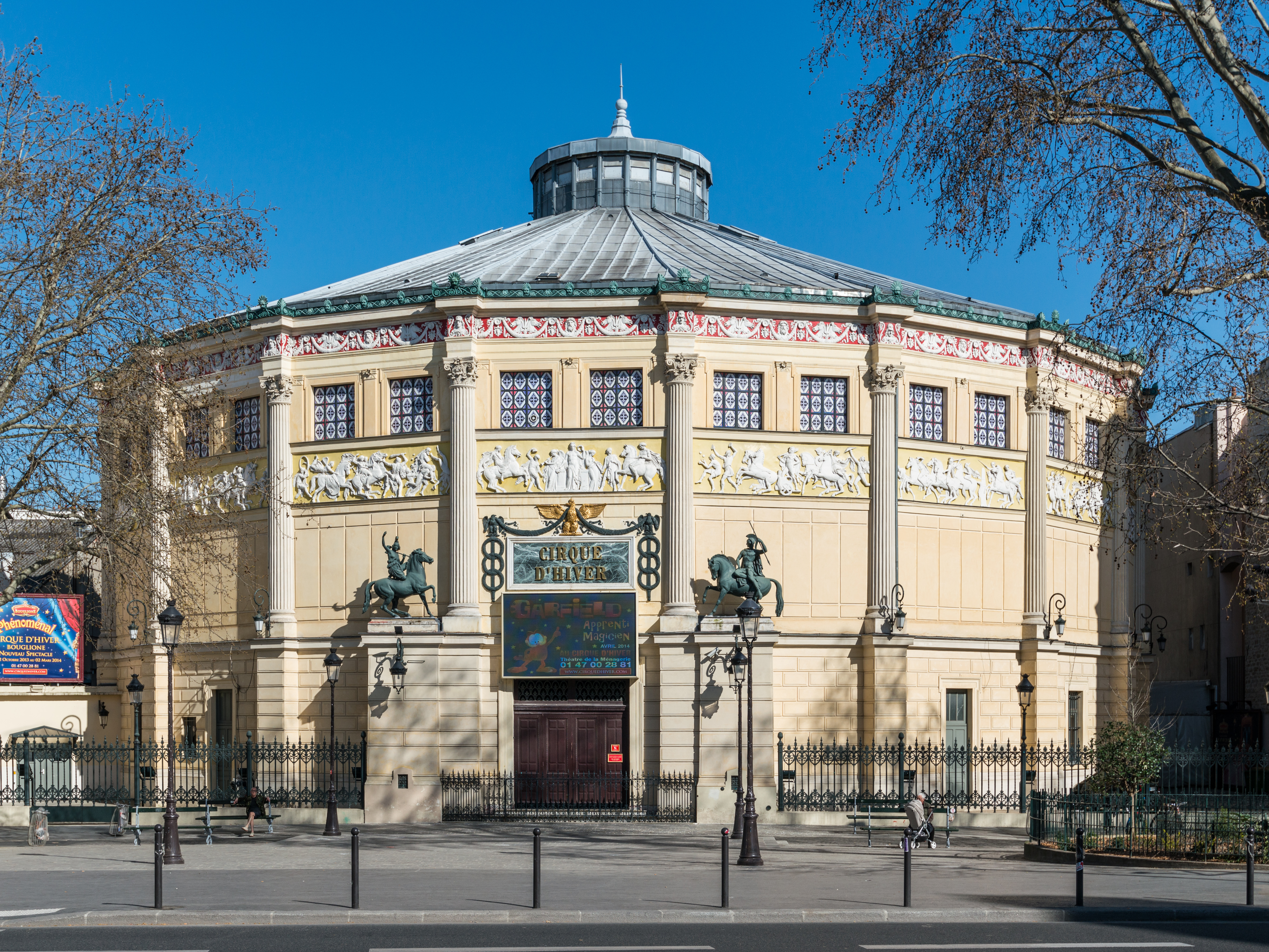
Cirque d'Hiver

  - Église Notre-Dame-du-Perpétuel-Secours
  - Église du Bon-Pasteur
  - Église Saint-Joseph-des-Nations

- Teatre și sale de spectacole
  - Bataclan
  - Café de la Danse
  - Cirque d'hiver
  - Théâtre de la Bastille

## Legături externe
- Site-ul oficial